# Đội tuyển bóng đá quốc gia Mali
Đội tuyển bóng đá quốc gia Mali (tiếng Pháp: Équipe du Mali de football) là đội tuyển cấp quốc gia của Mali do Liên đoàn bóng đá Mali quản lý.
Trận thi đấu quốc tế đầu tiên của đội tuyển Mali là trận đấu gặp Cộng hòa Trung Phi vào năm 1960. Thành tích tốt nhất của đội cho đến nay là ngôi vị á quân của Cúp bóng đá châu Phi 1972 và tấm huy chương bạc của đại hội Thể thao châu Phi 1965.

## Danh hiệu
- Cúp bóng đá châu Phi

Á quân: 1972
Hạng ba: 2012; 2013
- Bóng đá nam tại African Games:

 1965

## Thành tích quốc tế

### Giải bóng đá vô địch thế giới
| Năm           | Thành tích               |
| ------------- | ------------------------ |
| 1930 đến 1962 | Không tham dự            |
| 1966          | Bỏ cuộc                  |
| 1970 đến 1990 | Không tham dự            |
| 1994 đến 1998 | Bỏ cuộc                  |
| 2002 đến 2022 | Không vượt qua vòng loại |
| 2026          | Chưa xác định            |
| Tổng cộng     | 0/22                     |

### Cúp bóng đá châu Phi
Mali không phải đội tuyển có nhiều thành tích ở Cúp bóng đá châu Phi. Đội đã 13 lần tham dự vòng chung kết nhưng mới chỉ có một lần giành vị trí á quân, ngoài ra còn có hai lần giành hạng ba và ba lần giành hạng tư.
| Cúp bóng đá châu Phi | Cúp bóng đá châu Phi | Cúp bóng đá châu Phi | Cúp bóng đá châu Phi | Cúp bóng đá châu Phi | Cúp bóng đá châu Phi | Cúp bóng đá châu Phi | Cúp bóng đá châu Phi | Cúp bóng đá châu Phi | Cúp bóng đá châu Phi |
| Vòng chung kết: 13   | Vòng chung kết: 13   | Vòng chung kết: 13   | Vòng chung kết: 13   | Vòng chung kết: 13   | Vòng chung kết: 13   | Vòng chung kết: 13   | Vòng chung kết: 13   | Vòng chung kết: 13   | Vòng chung kết: 13   |
| Năm                  | Thành tích           | Thứ hạng1            | Số trận              | Thắng                | Hòa2                 | Thua                 | Bàn thắng            | Bàn thua             |                      |
| -------------------- | -------------------- | -------------------- | -------------------- | -------------------- | -------------------- | -------------------- | -------------------- | -------------------- | -------------------- |
| 1957 đến 1963        | Không tham dự        | Không tham dự        | Không tham dự        | Không tham dự        | Không tham dự        | Không tham dự        | Không tham dự        | Không tham dự        |                      |
| 1965 đến 1970        | Vòng loại            | Vòng loại            | Vòng loại            | Vòng loại            | Vòng loại            | Vòng loại            | Vòng loại            | Vòng loại            |                      |
| 1972                 | Á quân               | 2 / 8                | 5                    | 1                    | 3                    | 1                    | 11                   | 11                   |                      |
| 1974 đến 1976        | Vòng loại            | Vòng loại            | Vòng loại            | Vòng loại            | Vòng loại            | Vòng loại            | Vòng loại            | Vòng loại            |                      |
| 1978                 | Bỏ cuộc3             | Bỏ cuộc3             | Bỏ cuộc3             | Bỏ cuộc3             | Bỏ cuộc3             | Bỏ cuộc3             | Bỏ cuộc3             | Bỏ cuộc3             |                      |
| 1980                 | Không tham dự        | Không tham dự        | Không tham dự        | Không tham dự        | Không tham dự        | Không tham dự        | Không tham dự        | Không tham dự        |                      |
| 1982 đến 1986        | Vòng loại            | Vòng loại            | Vòng loại            | Vòng loại            | Vòng loại            | Vòng loại            | Vòng loại            | Vòng loại            |                      |
| 1988                 | Bỏ cuộc              | Bỏ cuộc              | Bỏ cuộc              | Bỏ cuộc              | Bỏ cuộc              | Bỏ cuộc              | Bỏ cuộc              | Bỏ cuộc              |                      |
| 1990 đến 1992        | Vòng loại            | Vòng loại            | Vòng loại            | Vòng loại            | Vòng loại            | Vòng loại            | Vòng loại            | Vòng loại            |                      |
| 1994                 | Hạng tư              | 4 / 12               | 5                    | 2                    | 0                    | 3                    | 4                    | 8                    |                      |
| 1996 đến 2000        | Vòng loại            | Vòng loại            | Vòng loại            | Vòng loại            | Vòng loại            | Vòng loại            | Vòng loại            | Vòng loại            |                      |
| 2002                 | Hạng tư              | 4 / 16               | 6                    | 2                    | 2                    | 2                    | 5                    | 5                    |                      |
| 2004                 | Hạng tư              | 4 / 16               | 6                    | 3                    | 1                    | 2                    | 10                   | 10                   |                      |
| 2006                 | Vòng loại            | Vòng loại            | Vòng loại            | Vòng loại            | Vòng loại            | Vòng loại            | Vòng loại            | Vòng loại            |                      |
| 2008                 | Vòng 1               | 10 / 16              | 3                    | 1                    | 1                    | 1                    | 1                    | 3                    |                      |
| 2010                 | Vòng 1               | 10 / 15              | 3                    | 1                    | 1                    | 1                    | 7                    | 6                    |                      |
| 2012                 | Hạng ba              | 3 / 16               | 6                    | 3                    | 1                    | 2                    | 6                    | 5                    |                      |
| 2013                 | Hạng ba              | 3 / 16               | 6                    | 2                    | 2                    | 2                    | 7                    | 8                    |                      |
| 2015                 | Vòng 1               | 10 / 16              | 3                    | 0                    | 3                    | 0                    | 3                    | 3                    |                      |
| 2017                 | Vòng 1               | 12 / 16              | 3                    | 0                    | 2                    | 1                    | 1                    | 2                    |                      |
| 2019                 | Vòng 2               | 11 / 24              | 4                    | 2                    | 1                    | 1                    | 6                    | 3                    |                      |
| 2021                 | Vòng 2               | 11 / 24              | 4                    | 2                    | 2                    | 0                    | 4                    | 1                    |                      |
| 2023                 | Tứ kết               | 7 / 24               | 5                    | 2                    | 2                    | 1                    | 6                    | 4                    |                      |
| 2025                 | Chưa xác định        | Chưa xác định        | Chưa xác định        | Chưa xác định        | Chưa xác định        | Chưa xác định        | Chưa xác định        | Chưa xác định        |                      |
| 2027                 | Chưa xác định        | Chưa xác định        | Chưa xác định        | Chưa xác định        | Chưa xác định        | Chưa xác định        | Chưa xác định        | Chưa xác định        |                      |
| Tổng cộng            | 1 lần á quân         | 1 lần á quân         | 59                   | 21                   | 21                   | 17                   | 71                   | 69                   |                      |

- ^1 Thứ hạng ngoài bốn hạng đầu (không chính thức) dựa trên so sánh thành tích giữa những đội tuyển vào cùng vòng đấu
- ^2 Tính cả những trận hoà ở vòng đấu loại trực tiếp phải giải quyết bằng sút luân lưu
- ^3 Do đặc thù châu Phi, có những lúc tình hình chính trị hoặc kinh tế quốc gia bất ổn nên các đội bóng bỏ cuộc. Những trường hợp không ghi chú thêm là bỏ cuộc ở vòng loại
- ^4 Khung đỏ: Chủ nhà

## Cầu thủ

### Đội hình hiện tại
Đây là đội hình tham dự CAN 2023.

Số liệu thống kê tính đến ngày 6 tháng 1 năm 2024 sau trận gặp Guiné-Bissau.
| Số | VT | Cầu thủ                    | Ngày sinh (tuổi)  | Trận | Bàn | Câu lạc bộ              |
| -- | -- | -------------------------- | ----------------- | ---- | --- | ----------------------- |
|    | TM | Djigui Diarra              | 27 tháng 2, 1995  | 53   | 0   | Young Africans          |
|    | TM | Ismael Diawara             | 11 tháng 11, 1994 | 10   | 0   | AIK                     |
|    | TM | Aboubacar Doumbia          | 19 tháng 4, 1995  | 0    | 0   | Afrique Football Élite  |
|    |    |                            |                   |      |     |                         |
|    | HV | Hamari Traoré (đội trưởng) | 27 tháng 1, 1992  | 53   | 2   | Real Sociedad           |
|    | HV | Mamadou Fofana             | 21 tháng 1, 1998  | 35   | 1   | Amiens                  |
|    | HV | Falaye Sacko               | 1 tháng 5, 1995   | 35   | 1   | Montpellier             |
|    | HV | Kiki Kouyaté               | 15 tháng 4, 1997  | 28   | 0   | Montpellier             |
|    | HV | Amadou Dante               | 7 tháng 10, 2000  | 6    | 0   | Sturm Graz              |
|    | HV | Sikou Niakaté              | 10 tháng 7, 1999  | 5    | 0   | Braga                   |
|    | HV | Moussa Diarra              | 10 tháng 11, 2000 | 2    | 0   | Toulouse                |
|    |    |                            |                   |      |     |                         |
|    | TV | Amadou Haidara             | 31 tháng 1, 1998  | 36   | 2   | RB Leipzig              |
|    | TV | Diadie Samassékou          | 11 tháng 1, 1996  | 35   | 1   | 1899 Hoffenheim         |
|    | TV | Lassana Coulibaly          | 10 tháng 4, 1996  | 34   | 0   | Salernitana             |
|    | TV | Aliou Dieng                | 15 tháng 10, 1997 | 33   | 2   | Al-Ahly                 |
|    | TV | Yves Bissouma              | 30 tháng 8, 1996  | 32   | 3   | Tottenham Hotspur       |
|    | TV | Adama Traoré               | 28 tháng 6, 1995  | 31   | 3   | Hull City               |
|    | TV | Mohamed Camara             | 6 tháng 1, 2000   | 22   | 3   | Monaco                  |
|    | TV | Kamory Doumbia             | 18 tháng 2, 2003  | 9    | 5   | Reims                   |
|    | TV | Boubacar Traoré            | 20 tháng 8, 2001  | 1    | 0   | Wolverhampton Wanderers |
|    |    |                            |                   |      |     |                         |
|    | TĐ | Moussa Doumbia             | 15 tháng 8, 1994  | 43   | 6   | Al-Adalah               |
|    | TĐ | Sékou Koïta                | 28 tháng 11, 1999 | 24   | 4   | Red Bull Salzburg       |
|    | TĐ | Nene Dorgeles              | 23 tháng 12, 2002 | 11   | 2   | Red Bull Salzburg       |
|    | TĐ | Lassine Sinayoko           | 8 tháng 12, 1999  | 10   | 2   | Auxerre                 |
|    | TĐ | Fousseni Diabaté           | 18 tháng 10, 1995 | 4    | 0   | Lausanne-Sport          |
|    | TĐ | Youssoufou Niakaté         | 16 tháng 12, 1992 | 2    | 1   | Baniyas                 |
|    | TĐ | Ibrahim Sissoko            | 27 tháng 11, 1995 | 0    | 0   | Saint-Étienne           |
|    | TĐ | Siriné Doucouré            | 8 tháng 4, 2002   | 0    | 0   | Lorient                 |

### Triệu tập gần đây
| Vt | Cầu thủ          | Ngày sinh (tuổi)  | Số trận | Bt | Câu lạc bộ          | Lần cuối triệu tập              |
| -- | ---------------- | ----------------- | ------- | -- | ------------------- | ------------------------------- |
| TM | Ibrahim Mounkoro | 23 tháng 2, 1990  | 14      | 0  | TP Mazembe          | 2023 Africa Cup of Nations PRE  |
|    |                  |                   |         |    |                     |                                 |
| HV | Massadio Haïdara | 2 tháng 12, 1992  | 19      | 2  | Lens                | 2023 Africa Cup of Nations PRE  |
| HV | Amadou Dante     | 7 tháng 10, 2000  | 7       | 0  | Sturm Graz          | v. Trung Phi, 20 November 2023  |
| HV | Mamadou Traoré   | 3 tháng 10, 1994  | 5       | 0  | Muaither            | v. Ả Rập Xê Út, 17 October 2023 |
| HV | Almamy Touré     | 28 tháng 4, 1996  | 1       | 0  | Unattached          | v. Cộng hòa Congo, 18 June 2023 |
| HV | Issiar Dramé     | 16 tháng 2, 1999  | 0       | 0  | Bastia              | v. Gambia, 28 March 2023        |
|    |                  |                   |         |    |                     |                                 |
| TV | Cheick Doucouré  | 8 tháng 1, 2000   | 14      | 0  | Crystal Palace      | v. Trung Phi, 20 November 2023  |
|    |                  |                   |         |    |                     |                                 |
| TĐ | Adama Traoré     | 5 tháng 6, 1995   | 54      | 9  | Ferencváros         | v. Trung Phi, 20 November 2023  |
| TĐ | Moussa Djenepo   | 15 tháng 6, 1998  | 33      | 3  | Standard Liège      | v. Ả Rập Xê Út, 17 October 2023 |
| TĐ | Boubacar Traoré  | 14 tháng 12, 1999 | 3       | 0  | Union Monastirienne | v. Uganda, 13 October 2023      |
| TĐ | Ibrahima Koné    | 16 tháng 6, 1999  | 19      | 13 | Almería             | v. Uganda, 13 October 2023      |
| TĐ | El Bilal Touré   | 3 tháng 10, 2001  | 15      | 5  | Atalanta            | v. Cộng hòa Congo, 18 June 2023 |